# Miskine (Kalfou)
Pour les articles homonymes, voir Miskine.
Miskine (ou Meskine, Miskin) est une localité du Cameroun située dans la commune de Kalfou, le département du Mayo-Danay et la Région de l'Extrême-Nord, à proximité de la frontière avec le Tchad.

## Population
Lors du recensement de 2005, on y a dénombré 929 habitants.
Une étude de terrain de 2011 évalue la population à 1 398 personnes.